# Albarracina
Albarracina is een geslacht van vlinders van de familie spinneruilen (Erebidae), uit de onderfamilie Lymantriinae.

## Soorten
- A. alluaudi Oberthür, 1922
- A. baui Standfuss, 1890
- A. warionis (Oberthür, 1881)